# A. J. Applegate
A. J. Applegate (Massapequa, New York, 1989. szeptember 23. –) amerikai pornószínész. Német és olasz felmenőkkel is rendelkezik. Kezdetben táncosként dolgozott. Biszexuális.
Partnere, Bill Bailey 2019 márciusában elhunyt.
2019. december 8-án fia született.